# Castellino delle Formiche
Il Castellino delle Formiche è un ex borgo fortificato nella frazione di Castellino, nel comune di Guiglia, in provincia di Modena.
Situato a 694 m s.l.m. all'interno del Parco regionale dei Sassi di Roccamalatina, il borgo è caratterizzato da uno sperone di roccia su cui è resente una torre medievale (ultimo residuo del castello), intorno cui insiste un gruppo di case arroccate sulla roccia e la quattrocentesca chiesa dei Santi Stefano e Lorenzo.

## Storia
La denominazione del Castellino delle Formiche è ricondcibile alla traduzione popolare dell'espressione latina medievale Castrum Formigis (castello formidabile). Il fortilizio fu residenza di un ramo della famiglia Malatigni, proveniente dalla zona delle rocche dei Sassi di Roccamalatina. Nel XIV secolo, il castello venne acquisito dai Montecuccoli; nel 1623 venne aggregato alla Podesteria di Guiglia, ceduta a sua volta nel 1630 in feudo ai Montecuccoli.
La chiesa di Santo Stefano venne edificata dentro al castello, presso l'oratorio di San Lorenzo già documentato nel XIII secolo; la canonica presenta un portale del XV secolo, realizzato con poderosi conci di arenaria disposti a sesto acuto. All'interno dell'edificio di culto, è presente un fonte battesimale del 1662 in arenaria scolpita, dipinti del XVII secolo e formelle in terracotta raffiguranti la Via Crucis.